# Montero
Montero este un oraș din centrul statului Bolivia, cu o populație de cca. 90,000 de locuitori în 2006. Economia orașului Montero este bazată pe agricultură.